# بانک مرکزی پاکستان
بانک مرکزی پاکستان ({{lang-ur|بینک دَولتِ پاکِستان) بانک مرکزی پاکستان است، که در سال ۱۹۴۸ تأسیس شد.